# Cissus repanda
Cissus repanda – gatunek rośliny z rodziny winoroślowatych (Vitaceae). Występuje w Azji od Indii i Sri Lanki poprzez Indochiny (Mjanma, Tajlandia) po południowe prowincje Chin. Rośnie w lasach, zakrzewieniach bądź na obszarach trawiastych, na wysokości 500–1000 m n.p.m..

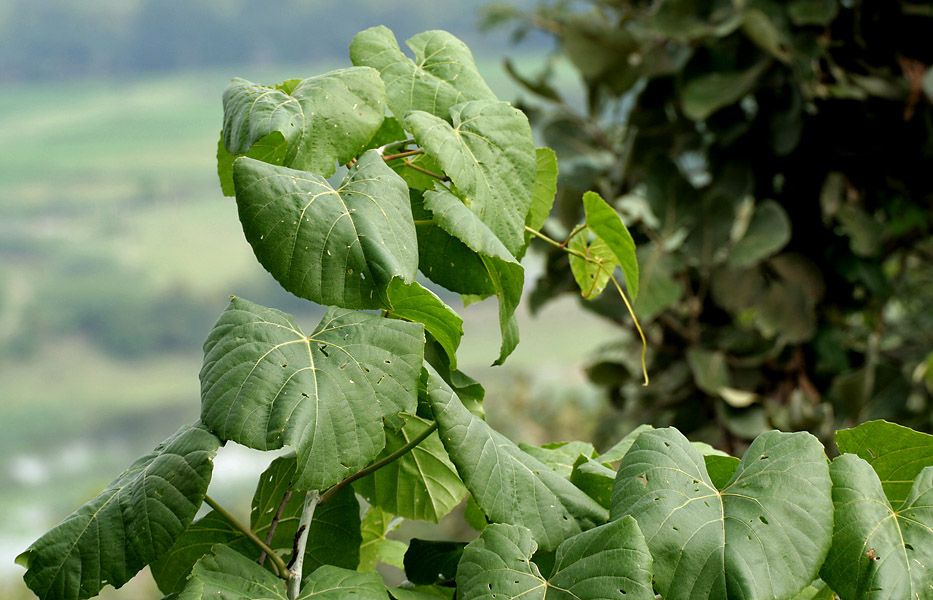
Cissus repanda charakteryzuje się dużymi, szerokimi liśćmi

## Morfologia
PokrójDuże, ekspansywne pnącze rosnące zarówno na drzewach, jak i płożące się po ziemi lub skałach.
ŁodygaDługie, płożące się lub wspinające pędy. Wytwarzają w międzywęźlach liczne wąsy czepne.
LiścieProste, niepodzielne lub lekko 3-klapowane o lekko ząbkowanym brzegu blaszki liściowej. Podstawa blaszki liściowej sercowata, koniec ostro zakończony. Młode liście i pędy nieco owłosione, później pozbawione włosków. Spore liście osiągają rozmiary 9–24 cm długości i 8–20 cm szerokości.
KwiatyNiepozorne, żółtozielone, zebrane w baldachokształtne kwiatostany tej samej barwy. Kielich w kształcie czaszy, od spodu owłosiony, czerwonawy. Zalążnia zrośnięta częściowo z dyskiem. Płatki korony (w liczbie 4) są zagięte, o długości 2–3 mm. Kwitnie od marca do maja, w zależności od regionu.
OwoceW formie niewielkiej, gruszkokształtnej jagody o średnicy 6–10 mm. Każda jagoda zawiera jedno nasiono. Owoce dojrzewają w maju i czerwcu.

## Zastosowanie
Podobnie jak u kilku innych gatunków z rodzaju cissus, tak i u C. repanda łodygi bywają wykorzystywane jako źródło wody. W tradycyjnej medycynie indyjskiej wykorzystywano również sproszkowane korzenie i łodygi tego pnącza jako skuteczne lekarstwo na rany, czyraki czy złamania kości. Badania fizykochemiczne nad korzeniami Cissus repanda nie potwierdziły jednak na razie obecności substancji mogących mieć zastosowanie w leczeniu tego typu urazów. Natomiast współczesne badania dowiodły przydatność ekstraktu z Cissus repanda w zwalczaniu wirusa opryszczki pospolitej.